# Calymmaria siskiyou
Calymmaria siskiyou är en spindelart som beskrevs av Ernst Heiss och Draney 2004. Calymmaria siskiyou ingår i släktet Calymmaria och familjen panflöjtsspindlar. Inga underarter finns listade.